# Подцурков
Подцурков (укр. Підцурків) — село в Здолбуновской городской общине Ровненского района Ровненской области Украины.
До 2020 года входило в Здолбуновский район.
Население по переписи 2001 года составляло 102 человека. Почтовый индекс — 35710. Телефонный код — 3652. Код КОАТУУ — 5622681603.